# Xylota
Xylota is een geslacht uit de familie van de zweefvliegen (Syrphidae).

## Soorten
- X. abiens

Kleine grijze bladloper Meigen, 1822
- X. analis Williston, 1887
- X. angustiventris Loew, 1866
- X. annulifera Bigot, 1883
- X. argoi Shannon, 1926
- X. artemita Hull, 1943
- X. atlantica Shannon, 1926
- X. barbata Loew, 1864
- X. bicolor Loew, 1864
- X. bigelowi (Curran, 1941)
- X. caeruleiventris Zetterstedt, 1838
- X. confusa Shannon, 1926
- X. ejuncida Say, 1824
- X. flavifrons Walker, 1849
- X. flavitibia Bigot, 1883
- X. florum

Grote grijze bladloper (Fabricius, 1805)
- X. flukei (Curran, 1941)
- X. hinei (Curran, 1941)
- X. ignava

Grote rode bladloper (Panzer, 1798)
- X. jakutorum

Bloembladloper Bagatshanova, 1980
- X. lovetti Curran, 1925
- X. meigeniana

Berookte bladloper Stackelberg, 1964
- X. micrurus (Curran, 1941)
- X. mixtus (Curran, 1941)
- X. naknek Shannon, 1926

- X. nebulosa Johnson, 1921
- X. notha Williston, 1887
- X. ouelleti (Curran, 1941)
- X. quadrimaculata Loew, 1866
- X. rainieri Shannon, 1926
- X. scutellarmata Lovett, 1919
- X. segnis (Linnaeus, 1758) - gewone rode bladloper
- X. stigmatipennis Lovett, 1919
- X. subfasciata Loew, 1866
- X. suecica (Ringdahl, 1943)
- X. sylvarum (Linnaeus, 1758) - grote gouden bladloper
- X. tarda

Kleine rode bladloper Meigen, 1822
- X. triangularis Zetterstedt, 1838
- X. tuberculatus (Curran, 1941)
- X. xanthocnema

Gevlekte gouden bladloper Collin, 1939